# Robert Buron
Robert Buron (Parijs, 27 februari 1910 – aldaar, 28 april 1973) was een Frans politicus van de Parti socialiste en later van de Mouvement républicain populaire.
In de Tweede Wereldoorlog was Buron ambtenaar in Vichy-Frankrijk, maar vanaf 1943 was hij ook actief in de résistance. Hij was van 1945 tot 1958 lid van de Nationale Vergadering. In 1958 werd hij minister van Openbare Werken, Transport en Toerisme in het kabinet-De Gaulle III. Hij bleef dat in het kabinet-Pompidou I tot 16 mei 1962.
In 1971 werd hij verkozen tot burgemeester van zijn geboortestad Laval. In Laval is een school naar hem vernoemd.

## Publicaties
- (fr)  Les obligations du trustee en droit anglais, Parijs, Société général d'imprimerie et d'édition, 136 p., 1938.
- (fr)  Cahiers du travaillisme français, 1943-1944
- (fr)  Carnets politiques de la guerre d'Algérie: par un signataire des Accords d'Évian, Parijs: Plon, 1965, 267 p.
- (fr)  Les dernières années de la Quatrième République, carnets politiques, Parijs: Plon, 1968.
- (fr)  Demain la politique, réflexions pour une autre société (kun Jean Offredo kaj Objectif 72), Parijs: Denoël, 1970, 256 p.
- (fr)  Pourquoi je suis de nouveau candidat ?, Vendôme: C.F.I.B., 1972, 60 p.
- (fr)  Par goût de la vie, van Jean Offredo, Parijs: Cerf, 1973, 114 p. (Pour quoi je vis).
- (fr)  La Mayenne et moi ou de la démocratie chrétienne au socialisme, postfacio de Marie-Louise Buron, (Malakoff): Cana, 1978, 147 p. (Mémoire vivante).

- Bibliothèque nationale de France: cb118946125 (data)
- Gemeinsame Normdatei: 119192098
- International Standard Name Identifier: 0000 0000 6641 2666
- Library of Congress Control Number: n92069361
- Nationale Bibliotheek van Israël: 987007273156605171
- Nederlandse Thesaurus van Auteursnamen: 129546879
- Système universitaire de documentation: 026759888
- Virtual International Authority File: 29531223
- WorldCat: E39PBJdx3Tx9FyQQCrhtt4MpT3